# 今枝易直
今枝 易直（いまえだ やすなお）は、江戸時代中期から後期にかけての武士、歌人。加賀国加賀藩家老今枝内記家第7代。

## 家系
今枝内記家家は豊臣秀次家臣を経て前田利長に仕えた今枝重直を初代とし、2代直恒、3代近義、4代直方は藩主世子の守役を務め、代々家老。禄高1万4000石。明治33年（1900年）子孫の直規が華族に列し、男爵に叙された。
他国との婚姻を禁止する前田家では例外的に、岡山藩池田家家老日置家と縁組を重ねることを許されている。姓は豊臣姓。家紋は四ツ俵。

## 略歴
宝暦10年（1760年）加賀藩人持組、今枝直郷の長男として生まれる。
安永4年（1775年）父直郷死去により、家督と禄高1万4000石を相続した。安永6年（1777年）9月、定火消役となる。天明4年（1784年）家老職。
文化元年（1804年）儒学者金子鶴村を招いて召し抱えた。
文化12年（1815年）7月16日、死去。享年56。家督は嫡男直寛が相続した。

## 人物
公卿日野資枝の歌道の弟子。